# Serwis Informacyjny FMW
Serwis Informacyjny CZI FMW – młodzieżowe wydawnictwo podziemne. Pierwsze regularne wydawnictwo Federacji Młodzieży Walczącej. Było drugim tytułem prasowym FMW, po przejętym przez FMW warszawskim piśmie BUNT, które po ukazaniu się Serwisu Informacyjnego CZI FMW, zakończyło swoją działalność.

## Historia pisma
Wydawcą Serwisu Informacyjnego CZI FMW był Centralny Zespół Informacyjny Federacji Młodzieży Walczącej. Pismo wychodziło w Warszawie od 13 listopada 1984. Pismo przestało się ukazywać wkrótce po ukazaniu się miesięcznika Nasze Wiadomości, który przejął rolę organu prasowego Centralnego Zespołu Informacyjnego FMW. Ukazało się co najmniej 8 numerów Serwisu Informacyjnego CZI FMW, ostatni w lipcu 1985 roku.
Redakcja m.in.: Jacek „Wiejski” Górski, Mariusz Kamiński „Mario”, Tomasz Roguski „Kornel”.
Gazeta powstała doraźnie, w miejsce dwutygodnika FMW, którego nakład i makiety zaginęły w niewyjaśnionych okolicznościach w sierpniu 1984.
- Nakład: zmienny, do kilkudziesięciu egzemplarzy
- format: A4
- technika drukarska: pismo przepisywane było na maszynie do pisania na cienkim papierze (przebitka) w kilku egzemplarzach i przekazywany dalej do przepisania. Był to sposób rozpowszechniania wolnego słowa powstały w ZSRR w latach 50. XX wieku jako tzw. samizdat.

Egzemplarze archiwalne Serwisu Informacyjnego CZI FMW dostępne są w Archiwum FMW utworzonym przez Stowarzyszenie FMW oraz Fundację Ośrodka Karta.